# Elysia crispata
La especie Elysia crispata, denominada por mucho tiempo como Tridachia crispata, es una especie de molusco marino perteneciente a la familia Plakobranchidae 1. Esta especie de gasterópodo también se le conoce como lechuga de mar. Como todo el género Elysia, esta especie se alimenta de algas, punzando las algas de las que se alimenta con un diente puntiagudo, para después succionar el contenido de las células del alga2.

## Clasificación y descripción
La parte ventral del organismo es de color verde con manchas de color beige, también presentes en la parte ventral y en los parapodios. Parapodio ondulado, generalmente de color verde, aunque también se puede encontrar ejemplares con coloraciones azules o incluso rosas. Los bordes del parapodio pueden ser del mismo color que la parte ventral, blanco, naranja, marrón, rojo, verde o azul. Rinóforos enrollados. Llega a medir hasta 150 milímetros de longitud total2,3. Es hermafrodita, con una larva lecitotrófica que realiza la metamorfosis en juvenil en aproximadamente cinco días2. Como muchas de las especies de la familia Plakobranchidae, realiza el fenómeno de la cleptoplastia, por lo que son capaces de mantener funcionales los cloroplastos ingeridos de las alga en su aparado digestivo. Se alimenta de especies de algas verdes como Halimeda incrassata y Penicillus capitatus2.

## Distribución
La especie se distribuye desde Florida hasta Venezuela (Florida, México, Belice, Honduras, Costa Rica, Colombia, Venezuela), Bermuda, las Antillas Mayores (Jamaica, Puerto Rico) y las Antillas Menores (Haití, Aruba, Curazao, Bonaire, Islas Vírgenes, San Martin, Antigua, Santa Lucía, Martinique, Guadalupe, Turks y Caicos, San Vicente y las Granadinas, Barbados y Trinidad y Tobago)3.

## Hábitat
Habita en arrecifes de coral2.

## Estado de Conservación
Hasta el momento en México no se encuentra en ninguna categoría de protección, ni en la Lista Roja de la IUCN (International Union for Conservation of Nature) ni en CITES (Convención sobre el Comercio Internacional de Especies Amenazadas de Fauna y Flora Silvestres).